# Ádám Hanga
Ádám Hanga (Budapest, Hongria, 12 d'abril de 1989) és un jugador de bàsquet professional que actualment juga al Club Joventut Badalona de la Lliga ACB de bàsquet.
Després de jugar dues temporades al Bàsquet Manresa, Hanga va fitxar pel Laboral Kutxa de Vitòria per 4 temporades el juliol de 2013. En dues campanyes a la Lliga Endesa Hanga havia disputat amb el Manresa 66 partits, amb una mitjana de 9,7 punts, 3,7 rebots, 2,1 assistències i 10,7 de valoració en 24 minuts de joc.
Després de fer una gran temporada 2016-17 amb el Saski Baskonia, que li va valer per ser escollit com a millor aler de la Lliga ACB i com a millor defensor de l'Eurolliga, va signar contracte per 3 temporades amb el FC Barcelona.
La temporada 2020-21 va arribar amb el Barça a la final de l'Eurolliga (derrota contra l'Efes Pilsen), i va guanyar contra el Reial Madrid la Copa del Rei i la Lliga ACB amb els blaugrana.
El 23 de juliol de 2021 va signar contracte pel Reial Madrid, i després de dues temporades el 12 de juliol de 2023 va signar un contracte de dos anys amb l'Estrella Roja. Rescindeix el seu contracte en acabar el primer any i l'estiu de 2024 torna a l'ACB per jugar al Club Joventut Badalona.